# Caryer ovale
Carya ovata
Pour les articles homonymes, voir Noyer (homonymie).
Espèce
Classification phylogénétique
Répartition géographique
Le Caryer ovale, Carya blanc, Noyer blanc ou Noyer tendre (Carya ovata), est une espèce d'arbres de la famille des Juglandaceae. C'est une espèce proche du caryer cordiforme (Carya cordiformis) et du pacanier (Carya illinoinensis). Il est aussi appelé caryer à noix douce, arbre à noix piquées, caryer blanc, noyer tendre et noyer blanc d'Amérique.

## Habitat
Cette espèce d'arbres est originaire de l’est de l’Amérique du Nord. Elle est présente depuis le Texas jusqu’au sud du Canada dans la même aire de répartition que le caryer cordiforme. Elle apprécie un ensoleillement moyen mais résiste moins au gel que le caryer cordiforme.
L'espèce a été introduite en Europe en 1629. Elle fut plantée avant la Seconde Guerre Mondiale en France et en Allemagne pour son bois de qualité.

## Description
Le caryer ovale est un arbre pouvant atteindre 25 mètres de hauteur et vivre jusqu'à 200 ans.
L’écorce grisâtre s'effiloche en de longues bandes verticale. Les bourgeons sont protégés par des écailles noires. Les feuilles sont imparipennées et longues de 20 à 30 cm. Elles sont composées de 5 folioles. Les fleurs mâles sont réunies par trois en chatons verts allongés, tandis que les fleurs femelles prennent la forme d'un épi court. Le fruit est une drupe globuleuse de 2 à 3,5 cm de diamètre. L’enveloppe est verte. Les noix, beige clair, mesurent environ 2 centimètres de long et portent quatre arêtes saillantes longitudinales ce qui leur donne une section presque rectangulaire.

## Utilisations
Le bois du noyer blanc est très apprécié pour la fabrication de meubles et de manches d'outils. Il est également très estimé par l'industrie du fumage car sa fumée donne un goût exceptionnel aux aliments.
Ses fruits, qui contiennent jusque 50 % de lipide, permettent de produire de l’huile. Comme son cousin le pacanier, les noix de ce caryer sont utilisées dans la cuisine des États-Unis, en particulier dans les États du sud des Appalaches. C'était traditionnellement une importante source de nourriture pour les Cherokees; ils ramassaient les drupes tombées chaque automne et en faisaient une soupe appelée kanuchi. Les colons de cette région ont adapté la noix à leur alimentation au début des années 1700. À ce jour, ils sont un ingrédient très prisé dans les bonbons, les gâteaux, et comme variante locale de la tarte aux pacanes,,,,.

## Galerie

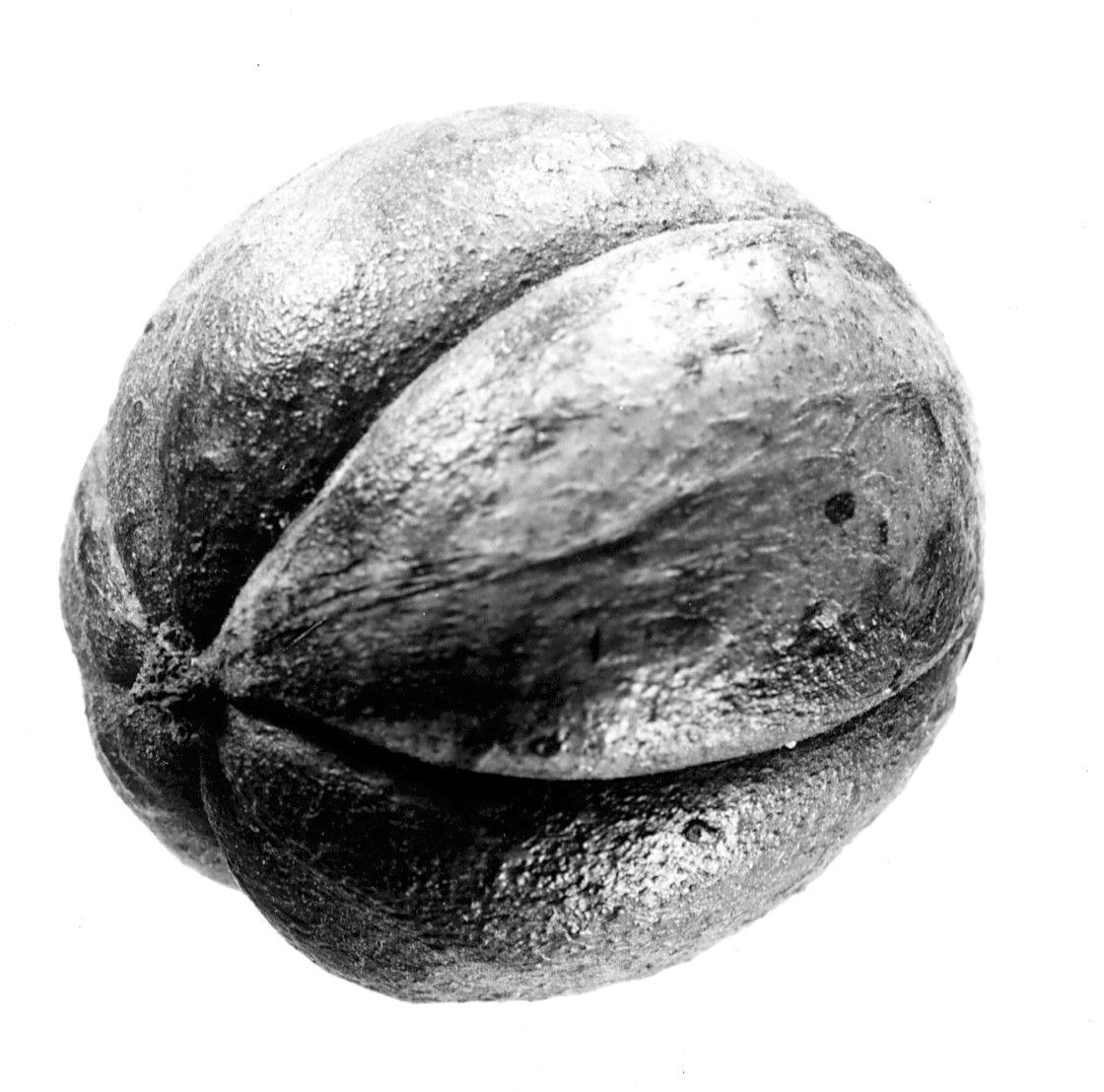
Noix
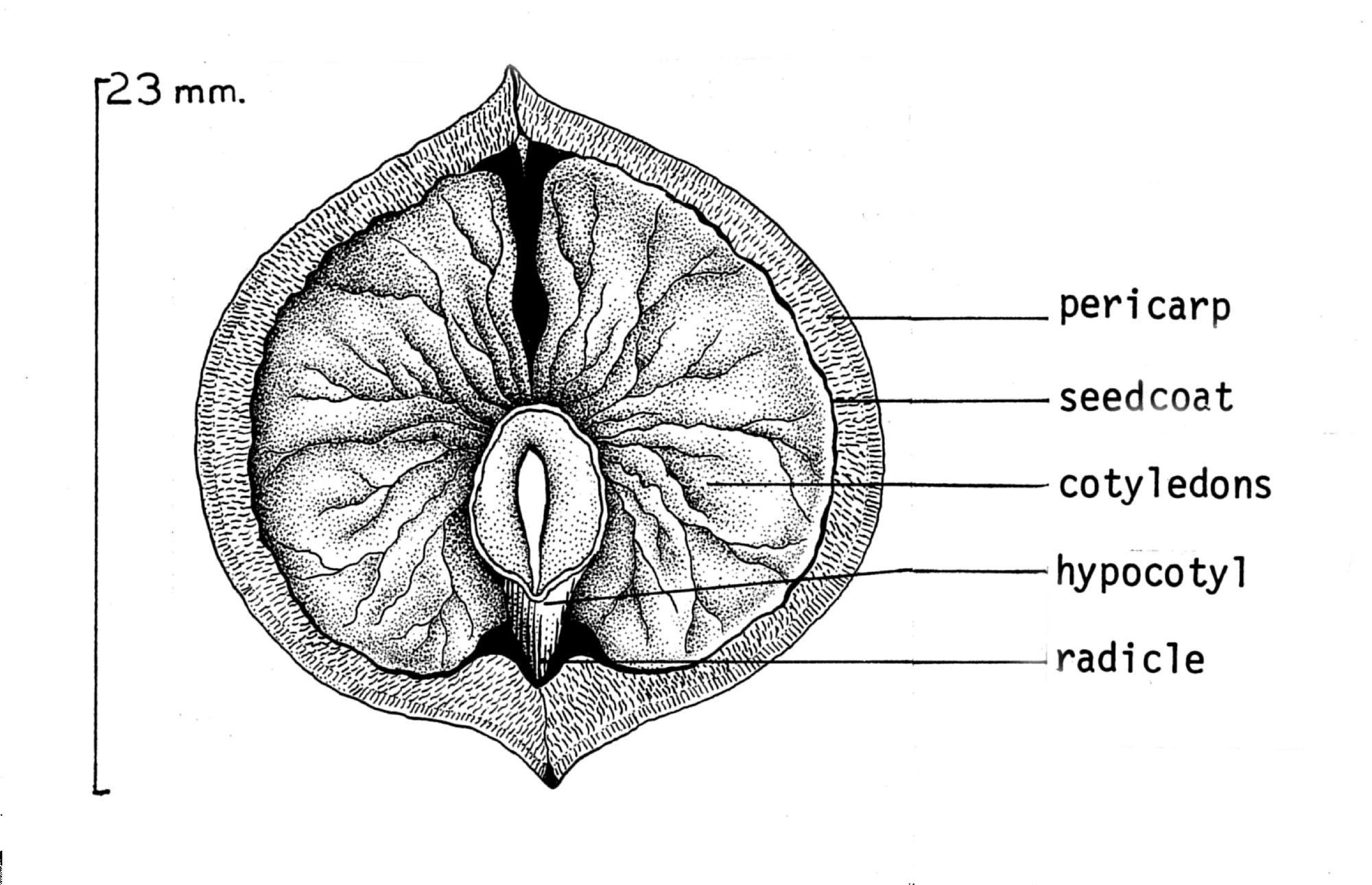
Anatomie d'une noix
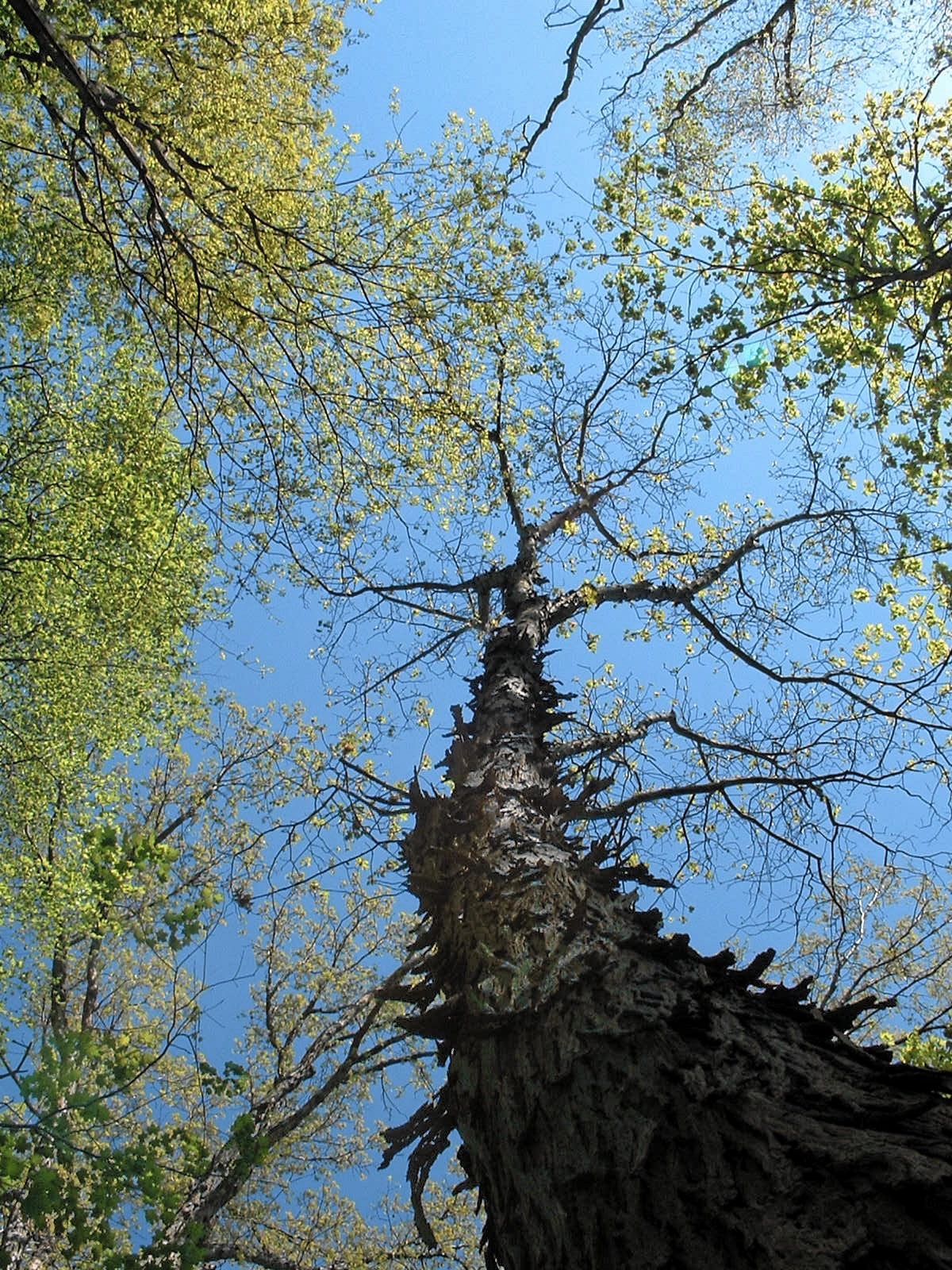
Tronc
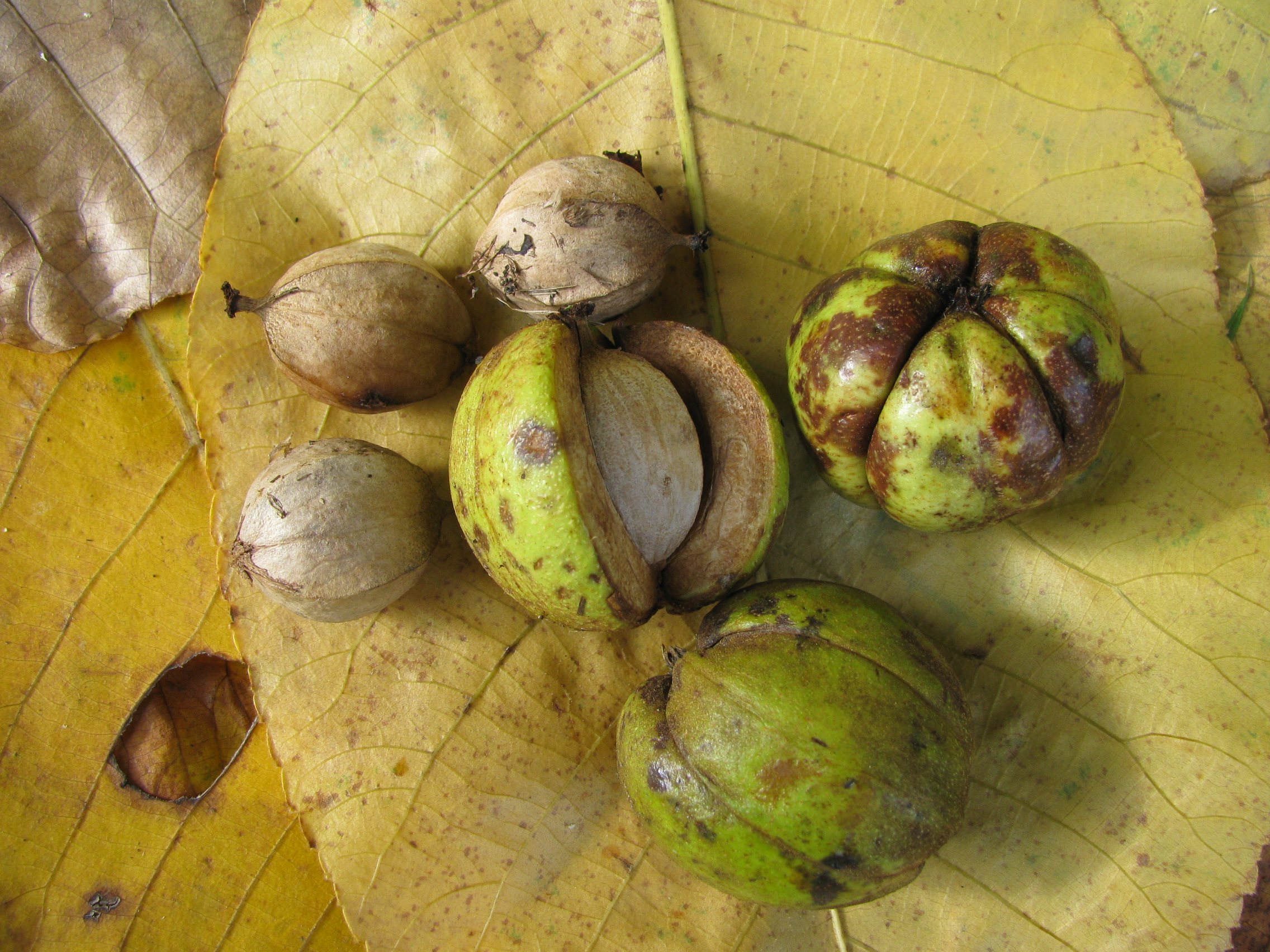
Carya ovata (noyer blanc). Fruits et noix (à gauche et en haut).
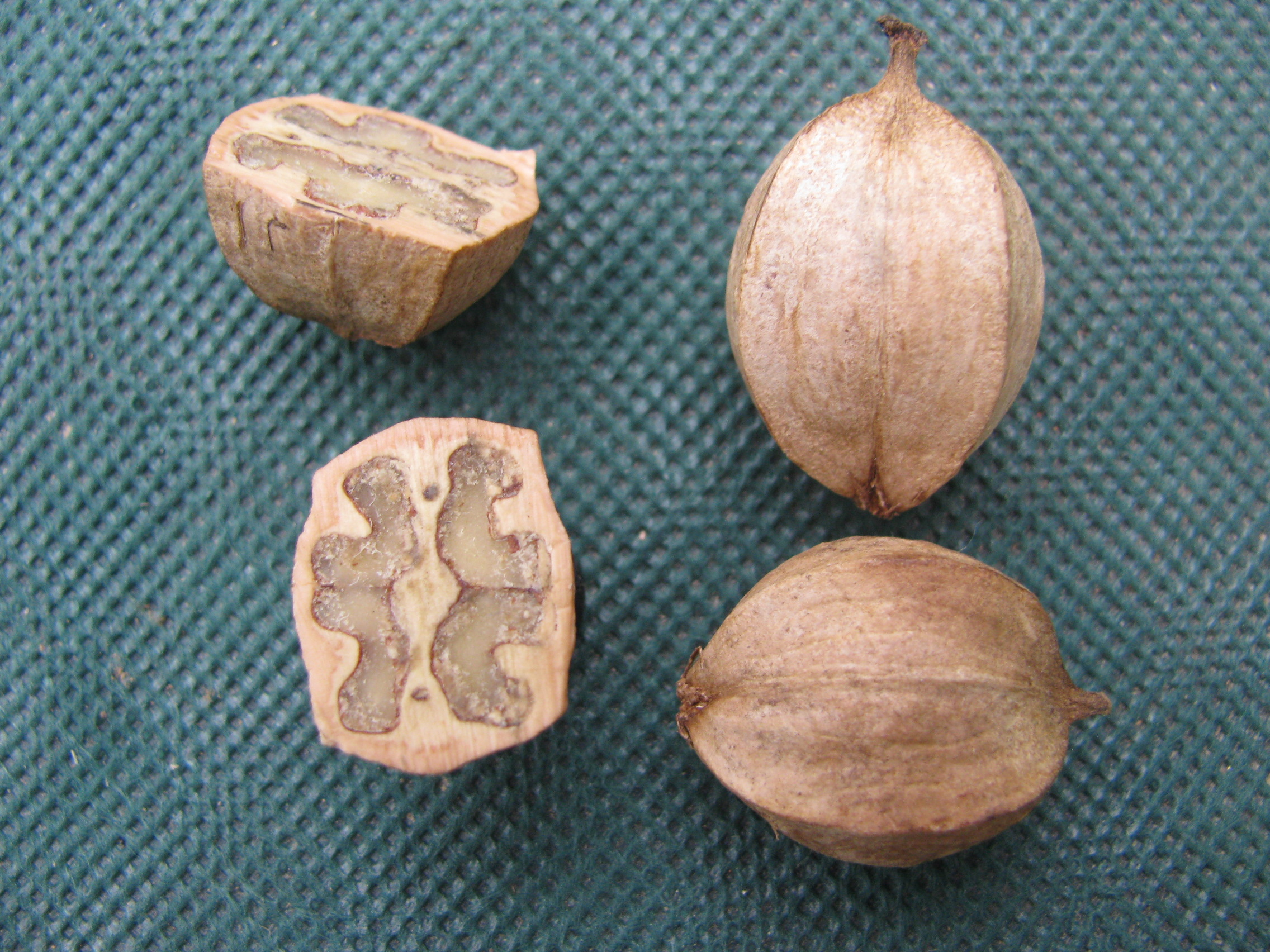
Noix de Carya ovata, entières, à droite, une noix en coupe transversale, à gauche.
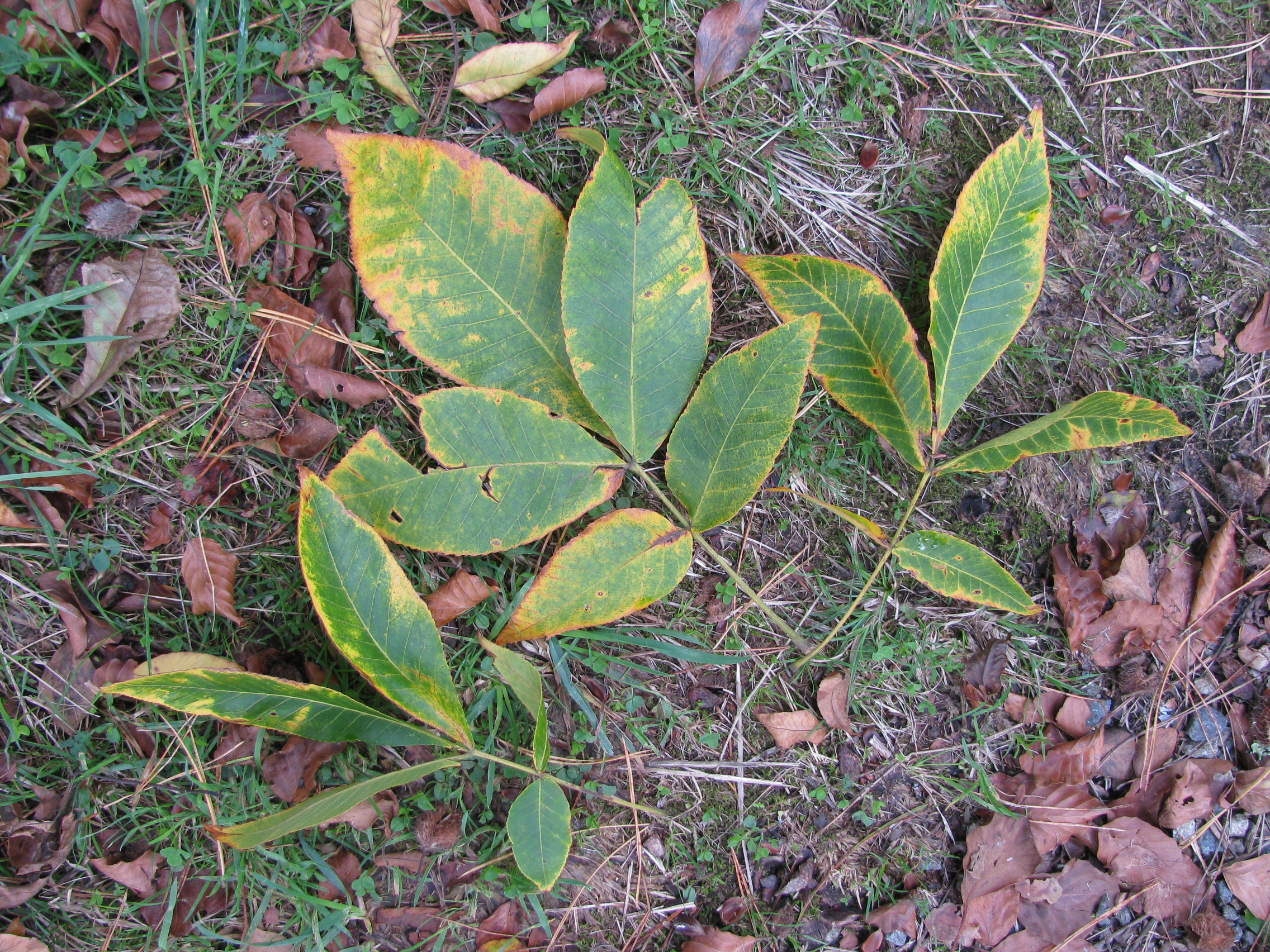
Feuilles de Carya ovata.
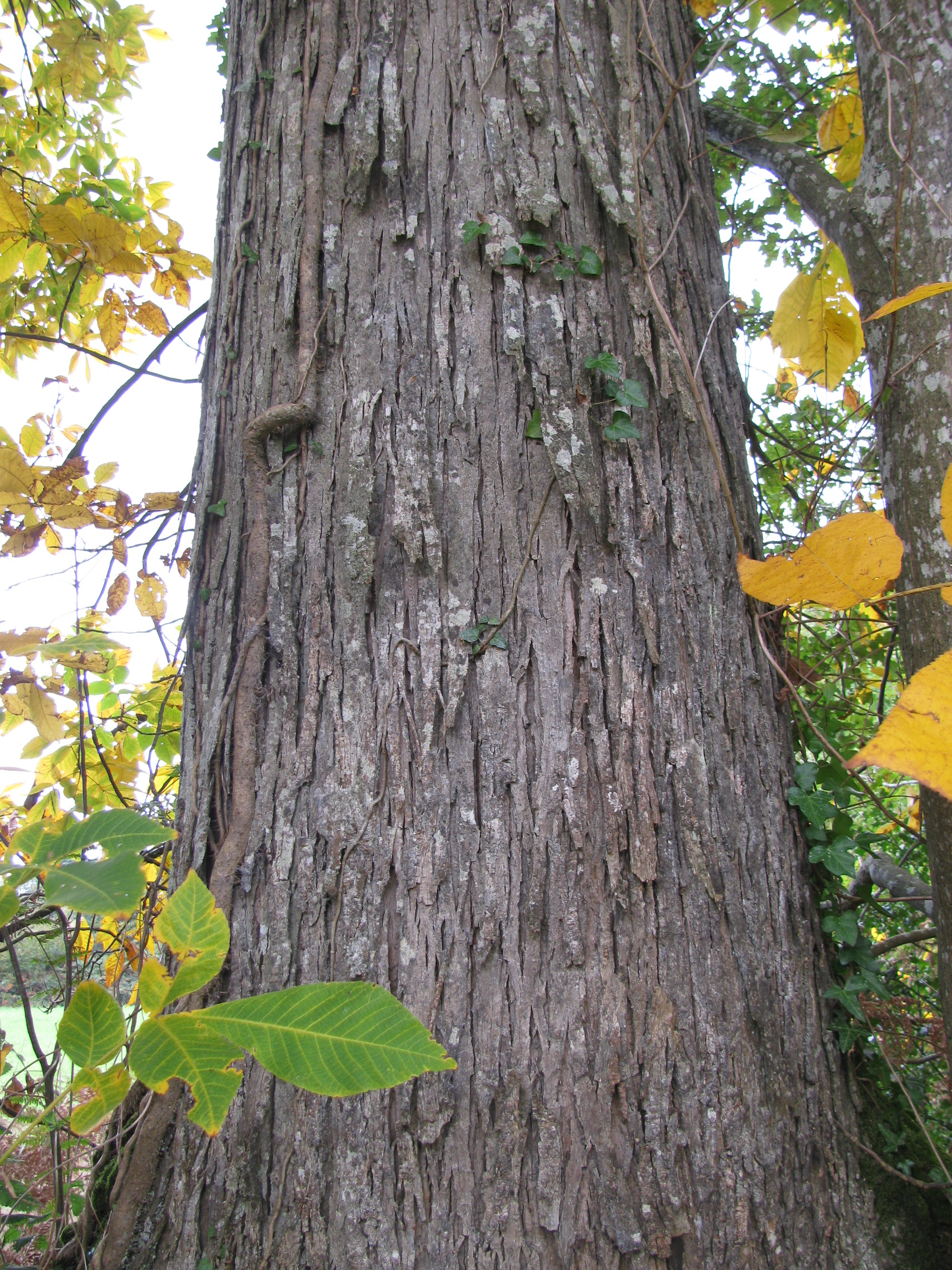
Tronc et écorce d'un Carya ovata croissant en Europe (Morbihan, France).
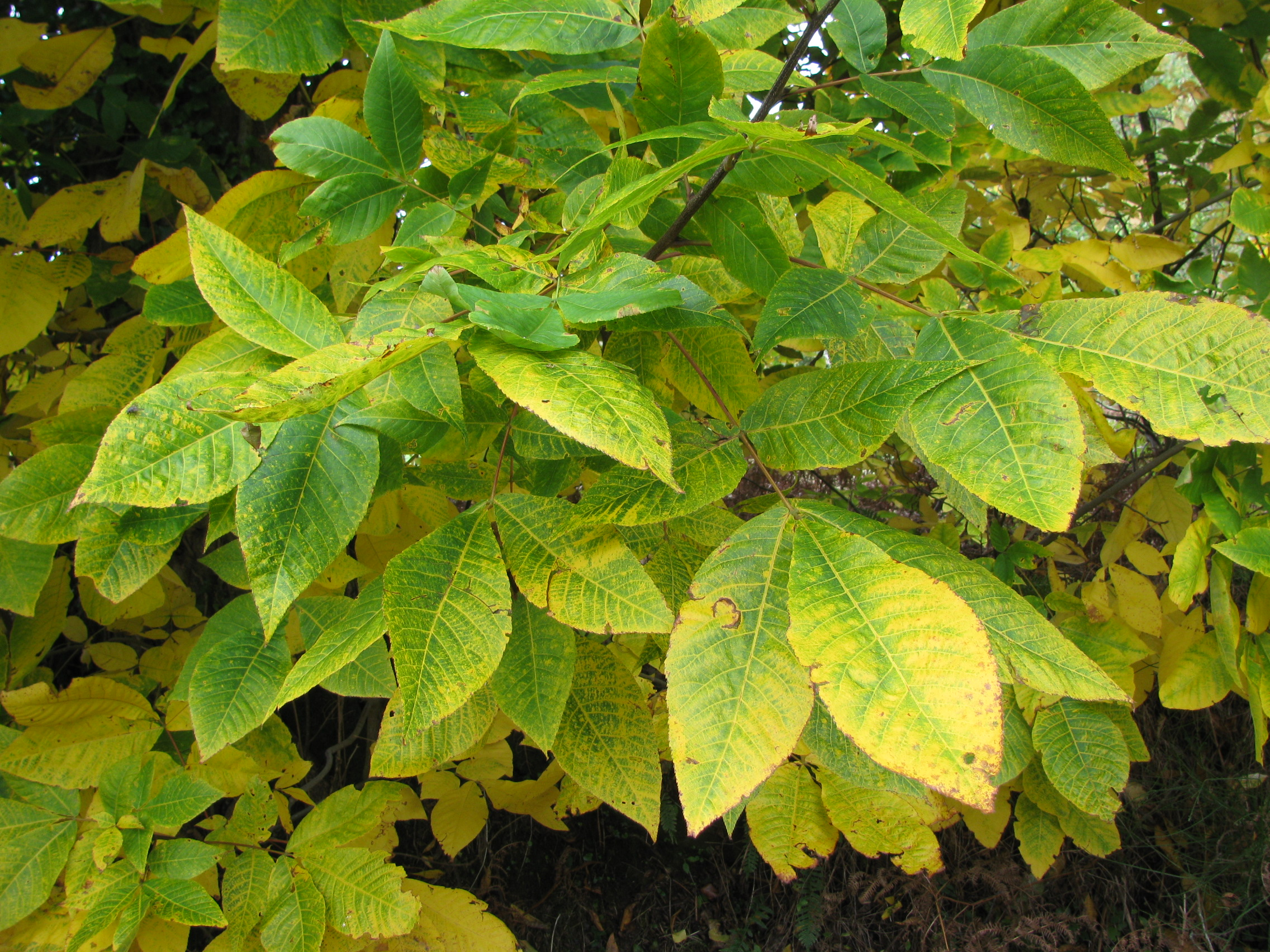
Carya ovata, noyer blanc, feuillage d'automne.

## Synonyme
- Juglans ovata Mill.